# Mojca Širok
Mojca Širok (Nova Gorica, ...) è una giornalista e scrittrice slovena.
Mojca Širok è nata a Nova Gorica in Slovenia.
Dopo la laurea in Lingua e Letteratura slovena e italiana all'Università di Lubiana ha conseguito anche un master in Sociologia.
La sua prima esperienza professionale è stata a Radio Student di Lubiana come conduttrice, poi ha lavorato come giornalista al settimanale politico Mladina dove ha pubblicato i primi reportage sulla mafia siciliana.
Dal 1999 al 2003 e dal 2007 al 2016 è stata corrispondente dall'Italia e presso il Vaticano della radio-televisione pubblica slovena RTV Slovenija.
È stata conduttrice dei principali TG (Dnevnik e Odmevi) della televisione slovena. 
Nel 2000 ha vinto il premio giornalistico sloveno "Gong" per il suo documentario sulla mafia siciliana. Nel 2004 e nel 2005 ha ricevuto il premio sloveno "Viktor" come miglior conduttore dei programmi di informazione.
Ha pubblicato in sloveno libri sull'Italia e sul Vaticano: L'ultimo imperatore di Roma (2010) sul progetto politico di Silvio Berlusconi,  Il potere senza volto (2010) sulle mafie italiane, Da Benedetto a Francesco, rivoluzione nella chiesa cattolica (2014) sulle dimissioni di papa Benedetto XVI e l'elezione di papa Francesco, in seguito anche la biografia di Papa Francesco (2017). 
Il suo primo romanzo, il giallo Il Contratto, uscito nel 2018, ha ricevuto il prestigioso premio letterario sloveno "Modra ptica".
Dal 2016 su RTV Slovenija cura e conduce il programma settimanale di politica estera Globus.